# FIA Alternative Energies Cup 2007
La FIA Alternative Energies Cup 2007, edizione 2007 del Campionato del mondo per auto ad energia alternativa organizzato dalla Federazione Internazionale dell'Automobile, si è svolta dal 1º aprile all'11 novembre, per un totale di sette prove in quattro Paesi.
Giuliano Mazzoni su Opel Corsa a biodiesel, affiancato dal navigatore Massimo Liverani, ha vinto la classifica piloti, mentre la Toyota si è classificata prima nella classifica costruttori.

## Classifica piloti
| Punti | Pilota (Prime posizioni) |
| ----- | ------------------------ |
| 70    | Giuliano Mazzoni         |
| 51    | Vincenzo Di Bella        |
| 28    | Radames Preo             |
| 27    | Jean-Michel Matas        |
| 22    | Mario Montanucci         |

## Classifica costruttori
| Punti | Costruttore (Prime posizioni) |
| ----- | ----------------------------- |
| 78    | Toyota                        |
| 53    | Honda                         |
| 47    | Opel                          |
| 28    | Fiat                          |
| 23    | Seat                          |